# Le Lac aux oies sauvages
Pour plus de détails, voir Fiche technique et Distribution.
Le Lac aux oies sauvages (南方车站的聚会, Nán Fāng Chē Zhàn De Jù Huì, littéralement Rendez-vous à la Gare du Sud) est un film chinois réalisé par Diao Yi'nan, sorti en 2019.
Il est présenté au festival de Cannes 2019.

## Synopsis
Un règlement de comptes entre deux familles mafieuses rivales qui gère le trafic de motos d'une région mène le héros, Zhou Zenong, un gangster en fuite, à abattre un policier par erreur. Il est dès lors recherché dans tout le secteur, et sa tête est mise à prix. 

## Fiche technique
- Titre original : 南方车站的聚会, Nán Fāng Chē Zhàn De Jù Huì
- Titre français : Le Lac aux oies sauvages
- Réalisation et scénario : Diao Yi'nan
- Direction artistique : Liu Qiang
- Photographie : Dong Jingsong
- Montage : Kong Jinlei et Matthieu Laclau
- Pays d'origine : Chine
- Format : Couleurs - 35 mm
- Genre : drame, thriller et néo-noir[1]
- Durée : 113 minutes
- Dates de sortie :
  -  France : 18 mai 2019 (festival de Cannes 2019), 25 décembre 2019 (sortie nationale)
  -  Chine : 6 décembre 2019

## Distribution
- Liao Fan : l'inspecteur
- Hu Ge : Zhou Zenong
- Kwai Lun-mei : Liu Aiai
- Wan Qian : Yang Shujun

## Accueil

### Critique
Le site Allociné recense 29 critiques presse, pour une moyenne de 3,9⁄5.
Pour Yannick Vely de Paris Match, « (Diao Yinan) passe encore la vitesse supérieure avec Le Lac aux oies sauvages, miracle de cinéma qui établit un pont esthétique entre le cinéma hollywoodien des années 50 - La Dame de Shanghai d'Orson Welles, bien sûr -, le cinéma chinois contemporain (notamment People Mountain People Sea, déjà photographié par ce génie de Dong Jinsong) sans oublier le cinéma taïwanais et hongkongais des années 90-2000. ». Pour Thomas Sotinel du Monde, « Diao Yinan se laisse enivrer par les parfums et les fantômes du passé pour ce polar tantôt virtuose tantôt alourdi par un trop-plein d’idées. ».

### Box Office
Après quatre semaines au box office français, le film atteint 200 454 entrées.

## Distinction

### Prix
- Festival Polar de Cognac 2019 : Meilleur long métrage international[6]

### Sélection
- Festival de Cannes 2019 : sélection officielle, en compétition